# 28. januar
28. januar er dag 28 i året, i den gregorianske kalender. Der er 337 dage tilbage af året (338 i skudår).
- Karls dag, opkaldt efter den franske konge Carolus Magnus (Karl den Store), som døde denne dag i 814, og blev helgenkåret 351 år efter.
- International databeskyttelsesdag, indstiftet af Europarådet i 2006

### Begivenheder
Født - Dødsfald
- 1573 - Warszawakonføderationen underskrives og dermed indføres religionsfrihed i Den polsk-litauiske realunion – et område der omtrent dækker det nuværende Polen, Litauen, Hviderusland og vestlige Ukraine.
- 1682 - Skifteprotokoller bliver påbudt ved forordning såvel i by som på land.
- 1871 - Den fransk-preussiske krig afsluttes med fransk overgivelse.
- 1915 - United States Coast Guard oprettes.
- 1918 - Den finske borgerkrig bryder ud.
- 1930 - Miguel Primo de Rivera trækker sig fra posten som Spaniens diktator efter syv år i embedet.
- 1932 - Japan besætter Shanghai.
- 1935 - Island legaliserer abort.
- 1969 - Tom Bogs forsvarer med held sin europamestertitel i letsværvægtsboksning, da han i KB Hallen pointbesejrer italieneren Piero Del Papa.
- 1971 - Efter 9 års stridigheder om en dansk-tysk-nederlandsk afgrænsning i Nordsøen bliver der i København underskrevet en overenskomst. Derefter omfatter det danske havområde ca. 47.000 kvadratkilometer.
- 1980 - De første F-16 fly leveres til Danmark.
- 1985 - Sangen "We Are the World" indspilles af 45 kendte sangere og sangerinder i USA og bliver udgivet på et album til fordel for Afrika.
- 1986 - Den amerikanske rumfærge ”Challenger” eksploderer knap et minut efter opsendelsen i Florida, og alle 7 om bord omkommer.
- 1996 - Historiens hidtil dyreste TV-reklametider bliver solgt af NBC i den bedste sendetid under transmissionen af den 30. Super Bowl finale. Prisen er på 2,2 millioner $ pr. minut. Udsendelsen er samtidig historiens hidtil mest sete med 138,5 millioner seere.
- 1999 - En fransk bankmand, der under en flugt fra et røveri i Århus-forstaden Højbjerg dræbte en politimand, idømmes ved retten i Paris 25 års fængsel for mordet.
- 2001 - Den amerikanske tennisspiller Andre Agassi vinder Australian Open.
- 2002 - Den danske cykelrytter Bo Hamburger frikendes for brug af EPO.

### Født
- 1768 - Frederik 6., dansk konge (død 1839).
- 1841 - Henry Morton Stanley, walisisk-født amerikansk journalist og opdagelsesrejsende (død 1904).
- 1887 - Arthur Rubinstein, polsk pianist og dirigent (død 1982).
- 1892 - Ernst Lubitsch, tysk-født filminstruktør (død 1947).
- 1897 - Hans W. Petersen, dansk skuespiller (død 1974).
- 1898 - Karl Bjarnhof, dansk journalist og forfatter (død 1980).
- 1916 - Niels Foss, dansk jazz-bassist (død 2014).
- 1927 - Per Oscarsson, svensk skuespiller (død 2010).
- 1929 - Acker Bilk, engelsk klarinettist.
- 1936 - Alan Alda, amerikansk skuespiller.
- 1942 - Birgit Meister, dansk journalist.
- 1944 - Niels Skousen, dansk skuespiller, musiker og komponist.
- 1946 - Peter Olesen, dansk journalist og forfatter.
- 1946   - Frank Dahlgaard, dansk journalist og tidligere folketingsmedlem.
- 1948 - Mikhail Baryshnikov, russisk balletdanser.
- 1948   - Charles Taylor, liberiansk politiker og tidligere præsident.
- 1949 - Jan Fog, dansk ejendomsmægler (død 2015).
- 1954 - Henrik Jandorf, dansk skuespiller.
- 1955 - Nicolas Sarkozy, præsident i Frankrig.
- 1957 - Viggo Sommer, dansk musiker i “De Nattergale”.
- 1968 - Sarah McLachlan, canadisk sanger og sangskriver.
- 1975 - Magnus Heunicke, dansk folketingsmedlem.
- 1978 - Gianluigi Buffon, italiensk fodboldspiller.
- 1981 - Elijah Wood, amerikansk skuespiller.
- 1992 - Simone Egeriis, dansk sangerinde.
- 1997 - Mons Røisland, norsk snowboarder

### Dødsfald
- 814 - Karl den Store, tysk-romersk kejser (født 742/748).
- 1547 - Henrik 8., engelsk konge (født 1491).
- 1596 - Francis Drake, engelsk soldat og opdagelsesrejsende (født ca. 1540).
- 1754 - Ludvig Holberg, dansk-norsk forfatter (født 1684).
- 1823 - Ernst Peymann, dansk general og militærarkitekt (født 1737).
- 1882 - H.J. Hammer, dansk maler og kaptajn (født 1815).
- 1893 - Joachim Bruun de Neergaard, dansk godsejer og politiker (født 1806).
- 1932 - Sophus Michaëlis, dansk digter (født 1865).
- 1939 - William Butler Yeats, irsk forfatter og modtager af Nobelprisen i litteratur (født 1865).
- 1952 - Charles Tharnæs, dansk skuespiller og instruktør (født 1900).
- 1970 - Tyge Jesper Rothe, dansk minister og erhvervsmand (født 1877).
- 1979 - Hans Scherfig, dansk forfatter, journalist og maler (født 1905).
- 1986
  - Gregory Jarvis
  - Christa McAuliffe
  - Ronald McNair
  - Ellison Onizuka
  - Judith Resnik
  - Dick Scobee
  - Michael J. Smith
- 1989 - Blanche Funch, dansk skuespiller (født 1910).
- 2000 - Bertel Lauring, dansk skuespiller (født 1928).
- 2002 - Astrid Lindgren, svensk børnebogsforfatter (født 1907).
- 2011 - Hamida Barmaki, afghansk juraprofessor og menneskerettighedsaktivist (født 1970).

|  | Denne datoartikel kan blive bedre, hvis der indsættes et (bedre) billede Du kan hjælpe ved at afsøge Wikimedia Commons for et passende billede eller uploade et godt billede til Wikimedia Commons iht. de tilladte licenser og indsætte det i artiklen. |